# David Coco
David Coco (Catania, 25 ottobre 1970) è un attore italiano.

## Biografia
Nasce a Catania e risiede nella vicina Acireale. Si diploma presso la scuola Arte Moderna del Teatro Stabile di Catania; perfeziona la recitazione seguendo vari corsi a Londra, San Miniato e Pisa. 
Alterna il lavoro in teatro con quello in televisione e nel cinema, dove debutta nel 1994 nel film La chance, regia di Aldo Lado. Tra gli altri lavori cinematografici, citiamo: L'amore di Marja del 2002, ma uscito nelle sale nel 2004, regia di Anna Rita Ciccone, Segreti di Stato (2003), regia di Paolo Benvenuti, e Tre giorni di anarchia (2004), regia Vito Zagarrio, uscito in Italia nel 2006.
Numerosi anche i lavori in televisione, dove nel 2006 è protagonista della miniserie TV di Canale 5, E poi c'è Filippo, regia di Maurizio Ponzi, interpreta il ruolo di Ninni Cassarà nella miniserie Giovanni Falcone - L'uomo che sfidò Cosa Nostra, diretta da Andrea e Antonio Frazzi, ed è protagonista, insieme a Daniele Pecci e Christiane Filangieri, della miniserie TV Eravamo solo mille, regia di Stefano Reali, queste ultime in onda su Rai Uno.
Nel 2007 interpreta Bernardo Provenzano nel film TV L'ultimo dei Corleonesi, regia di Alberto Negrin, ed è protagonista del film di Stefano Incerti, L'uomo di vetro. Nel 2008 lo vediamo su Rai Uno nelle miniserie TV Un caso di coscienza 3, diretta da Luigi Perelli, con Sebastiano Somma, Il bambino della domenica, regia di Maurizio Zaccaro, con Beppe Fiorello, e nel film TV In nome del figlio, regia di Alberto Simone.
Ritorna a calcare il palcoscenico nel 2011 con Cavalleria rusticana (con Caterina Misasi, debutta presso lo Stabile di Catania) e "The Author" (debutta al Teatro Belli di Roma), spettacoli entrambi diretti dal regista barlettano Gianpiero Borgia.
Nel 2018 interpreta Leoluca Bagarella nella serie televisiva Il cacciatore, trasmessa su Rai 2 dal 14 marzo 2018. Nello stesso anno partecipa al film La fuitina sbagliata de I Soldi Spicci, interpretando il ruolo del padre della sposa.

## Filmografia

### Cinema
- La chance, regia di Aldo Lado (1994)
- Maestrale, regia di Sandro Cecca (2000)
- Placido Rizzotto, regia di Pasquale Scimeca (2000)
- L'amore di Marja, regia di Anne Riitta Ciccone (2002) – uscito nelle sale nel 2004
- Un mondo d'amore, regia di Aurelio Grimaldi (2002)
- Segreti di Stato, regia di Paolo Benvenuti (2003)
- Tre giorni di anarchia, regia di Vito Zagarrio (2004) – uscito in Italia nel 2006
- Basta un niente, regia di Ivan Polidoro (2006)
- L'uomo di vetro, regia di Stefano Incerti (2007)
- La bella società, regia di Gian Paolo Cugno (2010)
- Henry, regia di Alessandro Piva (2010)
- Le ultime 56 ore, regia di Claudio Fragasso (2010)
- Convitto Falcone, regia di Pasquale Squitieri (2012) – cortometraggio
- Malarazza - Una storia di periferia, regia di Giovanni Virgilio (2017)
- La fuitina sbagliata, regia di Mimmo Esposito (2018)
- U muschittieri, regia di Vito Palumbo (2018) cortometraggio
- Il talento del calabrone, regia di Giacomo Cimini (2020)
- Il delitto Mattarella, regia di Aurelio Grimaldi (2020)
- Hai mai avuto paura?, regia di Ambra Principato (2023)
- Gli immortali, regia di Anne Riitta Ciccone (2024)

### Televisione
- Non parlo più, regia di Vittorio Nevano – miniserie TV (1995)
- La squadra – serie TV (2000)
- E poi c'è Filippo, regia di Maurizio Ponzi – miniserie TV (2006)
- Giovanni Falcone - L'uomo che sfidò Cosa Nostra, regia di Andrea Frazzi e Antonio Frazzi – miniserie TV (2006)
- Eravamo solo mille, regia di Stefano Reali – miniserie TV (2006)
- L'ultimo dei Corleonesi, regia di Alberto Negrin – film TV (2007)
- Un caso di coscienza 3, regia di Luigi Perelli – miniserie TV (2008)
- Il bambino della domenica, regia di Maurizio Zaccaro – miniserie TV (2008)
- In nome del figlio, regia di Alberto Simone – film TV (2008)
- Il generale dei briganti, regia di Paolo Poeti – miniserie TV (2012)
- Sposami, regia di Umberto Marino – miniserie TV (2012)
- Baciamo le mani - Palermo New York 1958 – serie TV (2013)
- A testa alta - I martiri di Fiesole, regia di Maurizio Zaccaro – film TV (2014)
- Squadra antimafia 7 – Serie TV, 5 episodi (2015) - ruolo: Gaspare Corvo
- Prima che la notte, regia di Daniele Vicari – film TV (2018)
- Il cacciatore – serie TV, 14 episodi (2018-2020) - ruolo: Leoluca Bagarella
- Imma Tataranni - Sostituto procuratore – serie TV, episodio 1x06 (2019)
- Rinascere, regia di Umberto Marino – film TV (2022)
- Viola come il mare – serie TV (2022)

## Teatrografia
- Il giuramento, regia di Ninni Bruschetta (2017)
- Vetri rotti di Arthur Miller, regia di Armando Pugliese (2018)
- La creatura del desiderio, regia di Giuseppe Dipasquale (2018)
- Chi vive giace, regia di Armando Pugliese (2019)

## Premi e riconoscimenti
- Festival du Cinéma Italien d'Annecy (2007) - Prix d'Interprétation Masculine per il suo ruolo nel film L'uomo di vetro